# Erythroxylum anguifugum
Erythroxylum anguifugum är en tvåhjärtbladig växtart som beskrevs av C. Martius. Erythroxylum anguifugum ingår i släktet Erythroxylum och familjen Erythroxylaceae. Inga underarter finns listade i Catalogue of Life.